# Potočari

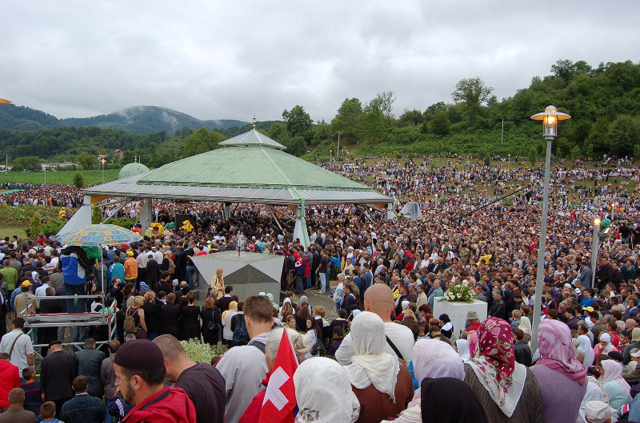
Potočari 11 tháng 7 năm 2007

Potočari là một làng ở đông Bosnia và Herzegovina,cách thị trấn Srebrenica 6 km về phía tây bắc. Theo thống kê năm 1991, làng có số dân là 4.338 người, trong đó 93% là người Bosniaks và 7% là số khác, chủ yếu là Serbs.